# Ка Цорци (Венеција)
Ка Цорци (итал. Cà Zorzi) је насеље у Италији у округу Венеција, региону Венето.
Према процени из 2011. у насељу је живело 318 становника. Насеље се налази на надморској висини од 6 м.